# Jackie Jackson
Sigmund Esco Jackson, detto Jackie (Gary, 4 maggio 1951), è un cantante, musicista e ballerino statunitense, membro fondatore dei Jackson 5, poi rinominatisi The Jacksons.

## Biografia
Sigmund Esco, soprannominato Jackie da suo nonno, è il secondo figlio di Joseph e Katherine Jackson e il più grande tra i fratelli maschi della famiglia Jackson. Nacque nel 1951, in concomitanza con il 21º compleanno di sua madre. Crebbe in una famiglia nera della classe lavoratrice con i fratelli e le sorelle in una casa di due stanze a Gary, Indiana, una città industriale vicino a Chicago. Sebbene la sua aspirazione fosse di diventare un giocatore di baseball professionista, abbandonò il suo progetto quando nel 1964 suo padre Joe formò il gruppo musicale The Jackson Brothers con lui e i fratelli Tito e Jermaine, nucleo iniziale di quel complesso che di lì a poco si sarebbe allargato ai fratelli Marlon e Michael, alle percussioni, e che si sarebbe chiamato "The Jackson 5". Nel 1966 Joseph promosse Michael a cantante leader e nell'arco di due anni emersero professionalmente firmando un contratto con la casa discografica Motown.

## Carriera

### The Jackson 5 e primo album solista

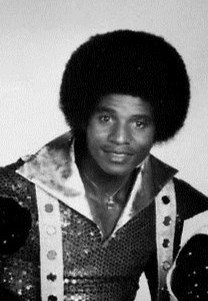
Jackie Jackson nel 1977

Il ruolo di Jackie all'interno del complesso era quello di accompagnare come seconda voce Michael e Jermaine, cantanti principali; lo si può ascoltare distintamente in alcuni brani, come nel finale del loro primo singolo di successo alla Motown, I Want You Back, nelle frasi «Forget what happened then» e «Spare me of this cost». Durante le esibizioni dal vivo si trovava vicino a Michael e Marlon e occasionalmente suonava il tamburello. 
Nel 1973 pubblicò il suo primo album da solista dal titolo omonimo, restando parallelamente nel gruppo, che nel corso degli anni Settanta stava conoscendo un crescente successo.
Nel 1976 i Jackson 5 cambiarono nome in "The Jacksons" e passarono dalla Motown alla Epic Records, che offrì loro un maggiore controllo creativo; Jermaine fu l'unico a restare alla Motown e fu rimpiazzato dal sesto e ultimo fratello maschio, Randy. Grazie a questi eventi Jackie conquistò un ruolo più attivo nella formazione: sostituì Jermaine come voce principale a fianco di Michael e si occupò per la prima volta della composizione di materiale originale.
Fu, con il fratello Michael, una delle due voci principali del singolo di debutto dei fratelli alla Epic, Enjoy Yourself, e compose brani per i successivi sei album dei fratelli con la Epic.
I primi due album non ebbero lo stesso successo di quelli pubblicati come Jackson 5, ma nel 1978 il disco Destiny li riportò in vetta alle classifiche; due anni dopo fu la volta di Triumph, in cui sono presenti Wondering Who, prima canzone da solista di Jackie, e il successo internazionale Can You Feel It, scritta insieme a Michael. Nel 1984 uscì Victory, che segnò il ritorno di Jermaine e l'ascesa di Michael; nonostante Jackie non avesse più un ruolo stabile come voce principale, in alcuni brani come Wait rimase uno dei due leader e collaborò anche alla composizione di Torture, che fu estratto come secondo singolo.
Prima dell'inizio del Victory Tour nel 1984, soffrì di ciò che fu ufficialmente descritto come un infortunio al ginocchio occorso durante le prove. Margaret Maldonado, precedente compagna del fratello Jermaine, scrisse invece nel suo libro del 1995 Jackson Family Values ("I valori della famiglia Jackson") che Jackie era stato ferito in un incidente automobilistico dalla sua allora moglie Enid Jackson, la quale, dopo averlo scoperto in compagnia della coreografa Paula Abdul, lo aveva investito di proposito con la macchina. Jackson recuperò sufficientemente alla svelta da potersi esibire durante l'ultima serie di concerti a dicembre 1984 a Los Angeles. Subito dopo la tournée Michael abbandonò il gruppo per dedicarsi interamente alla sua carriera solista, e così fece l'anno dopo Marlon.
Jackie, Tito e Randy divennero musicisti di studio, vocalisti e produttori in questo periodo. Nel 1987 Jackie, Tito, Randy e Jermaine si riunirono come Jacksons e registrarono Time out for the Burglar, tema del film Affittasi ladra. Contribuirono anche come coristi alla title track dell'album Freedom di Tramaine Hawkins del 1987, prodotto da Tito Jackson.
Nel 1989 i Jacksons pubblicarono l'album 2300 Jackson Street, dove Jackie e Jermaine interpretavano le voci principali nella maggior parte dei brani. Randy partecipò solo a piccola parte della promozione dell'album, in quanto stava curando il suo primo disco da solista. Questo ultimo lavoro dei Jacksons, senza il più famoso dei fratelli al comando, riscosse poco successo commerciale, cosicché tutti i membri del complesso intrapresero definitivamente strade separate.

### Secondo album da solista e reunion coi fratelli
A fine 1989 Jackie firmò un contratto con la Polydor e realizzò il suo secondo album da solista, Be the One, a distanza di sedici anni dal primo, che malgrado ottenne maggior successo del primo, non raggiunse il grande pubblico. 
Dopo anni di lontananza dalla ribalta, nel settembre del 2001 si riunì assieme a tutti i fratelli per celebrare i trent'anni di carriera solista di Michael in due concerti speciali al Madison Square Garden di New York chiamati Michael Jackson: 30th Anniversary Celebration, che ebbero un grandissimo successo. 
Dopo la morte di Michael Jackson nel 2009, ha partecipato ed è stato produttore esecutivo del reality show The Jacksons: A Family Dynasty, insieme a Tito, Jermaine e Marlon.
Nel 2012 il quartetto iniziò lo Unity Tour, la prima tournée dei Jacksons dal 1984.
Negli anni seguenti ha continuato ad esibirsi in giro per il mondo assieme ai fratelli Tito, Jermaine e Marlon, mentre Randy si è ritirato dalle scene. A partire dagli anni 2020 Jermaine è stato sostituito da uno dei figli di Tito, Taryll Jackson, mentre dopo la morte di Tito nel 2024, Jackie e Marlon rimangono gli ultimi due componenti del gruppo originale ad esibirsi sotto il nome The Jacksons facendo di Jackie l'unico componente della band a non aver mai abbandonato il gruppo.

### Produttore musicale
Dagli anni Duemila Jackson vive a Las Vegas, dove lavora come talent scout e gestisce due etichette discografiche contemporaneamente: la propria Jesco, fondata nel 1998, e la Futurist Entertainment.
Suo figlio Sigmund Esco Jr., conosciuto con il nome d'arte DealZ, ha pubblicato un disco con la Jesco nel 2007. Nel 2017, Jackie ha scritturato con la sua nuova etichetta Critically Amused il duo musicale "Gold Lemonade", composto dalla DJ/produttrice francese Lya Lewis e dal frontman di origini caraibiche Jvgg Spvrrow, dopo aver incontrato Lya a Las Vegas nel 2015. Jackie ha anche messo sotto contratto l'artista D.B.L. (allora noto come Donny B. Lord), amico di lunga data della famiglia Jackson. Jackie ha fatto da mentore a D.B.L. quando era ancora un bambino.

## Vita privata
Jackson si è sposato tre volte e ha quattro figli. Sposò la prima moglie, Enid Adren Spann (27 giugno 1954 - 20 dicembre 1997), nel novembre 1974, all'età di 23 anni, dopo cinque anni di fidanzamento. Fu un matrimonio tumultuoso a causa dell'infedeltà di Jackson e del suo comportamento frivolo. Si separarono nel 1984 e Enid chiese il divorzio, ma si riconciliarono nel 1985. A gennaio 1986 Enid chiese definitivamente il divorzio. Ricevette un'ingiunzione restrittiva dopo aver accusato il marito di violenze domestiche.
 Enid morì per un aneurisma cerebrale nel 1997. Insieme ebbero due figli:
- Sigmund Esco "Siggy" Jackson Jr. (29 giugno 1977); Siggy ha sposato Toyia Parker il 23 settembre 2017 e hanno tre figli: il figlio Jared (nato nel 2011) e le figlie Kai-Ari (nata nel 2014) e Skyy (nata nel 2018).
- Brandi Jackson (6 febbraio 1982), adottata.[13]

Negli anni Ottanta Jackson fu oggetto di attenzione da parte dei media per la sua relazione con la popstar Paula Abdul. Dal 1989 al 1991 frequentò l'attrice Lela Rochon. 
Nel 2001 si sposò con la seconda moglie, Victoria Triggs. In seguito divorziarono. Jackson si sposò con la terza moglie, Emily Besselink, nel 2012 e da lei ebbe due gemelli maschi:
- Jaylen Jackson (nato il 31 dicembre 2013).
- River Jackson (nato il 31 dicembre 2013).

## Discografia

### Album
| Jackie Jackson                                                         | - Pubblicazione: 14 ottobre 1973 - Etichetta: Motown - Formati: LP       | —  |
| Be the One                                                             | - Pubblicazione: 9 settembre 1989 - Etichetta: Polydor - Formati: LP, CD | 84 |
| "—" denota album non pubblicati nel paese o non entrati in classifica. |                                                                          |    |

### Singoli
| Thanks to You                                                            | 1973 | —  | Jackie Jackson |
| Cruzin'                                                                  | 1989 | 58 | Be the One     |
| Stay                                                                     | 1989 | 39 | Be the One     |
| We Know What's Going on                                                  | 2010 | —  | Nessun album   |
| "—" denota singoli non pubblicati nel paese o non entrati in classifica. |      |    |                |

#### Come ospite
| Titolo                                                                | Anno |
| --------------------------------------------------------------------- | ---- |
| That's How I Feel (DealZ featuring Jackie Jackson & Jermaine Jackson) | 2011 |